# Eremosybra flavolineatoides
Eremosybra flavolineatoides är en skalbaggsart som beskrevs av Stefan von Breuning 1965. Eremosybra flavolineatoides ingår i släktet Eremosybra och familjen långhorningar.
Artens utbredningsområde är Laos. Inga underarter finns listade i Catalogue of Life.